# Mariakerk (Blessum)
De Mariakerk is een kerkgebouw in Blessum in de Nederlandse provincie Friesland.

## Geschiedenis
De eenbeukige kerk uit de 14e eeuw, oorspronkelijk gewijd aan Maria, heeft spitsboogvensters in de noord- en oostgevel en een driezijdig gesloten koor. De ingangspartij van rond 1500 heeft colonnetten in de omlijsting. In 1860 werd de zuidgevel vernieuwd en voorzien van rondboogvensters. De toren van drie geledingen werd in 1879 ommetseld en voorzien van een ingesnoerde spits. De luidklok is uit de 14e eeuw. Het orgel uit 1659, gemaakt door Willem Meynerts, werd gerestaureerd in de jaren 1789 (Johan Spoorman), 1809 (Albertus van Gruisen) en 1995. In de kerk bevinden zich twee tekstborden uit 1657 (de Tien geboden en de Slag bij Boksum) en kerkmeubilair uit de 19e eeuw, waaronder twee overhuifde herenbanken.
De kerk is een rijksmonument en is eigendom van Stichting Alde Fryske Tsjerken.

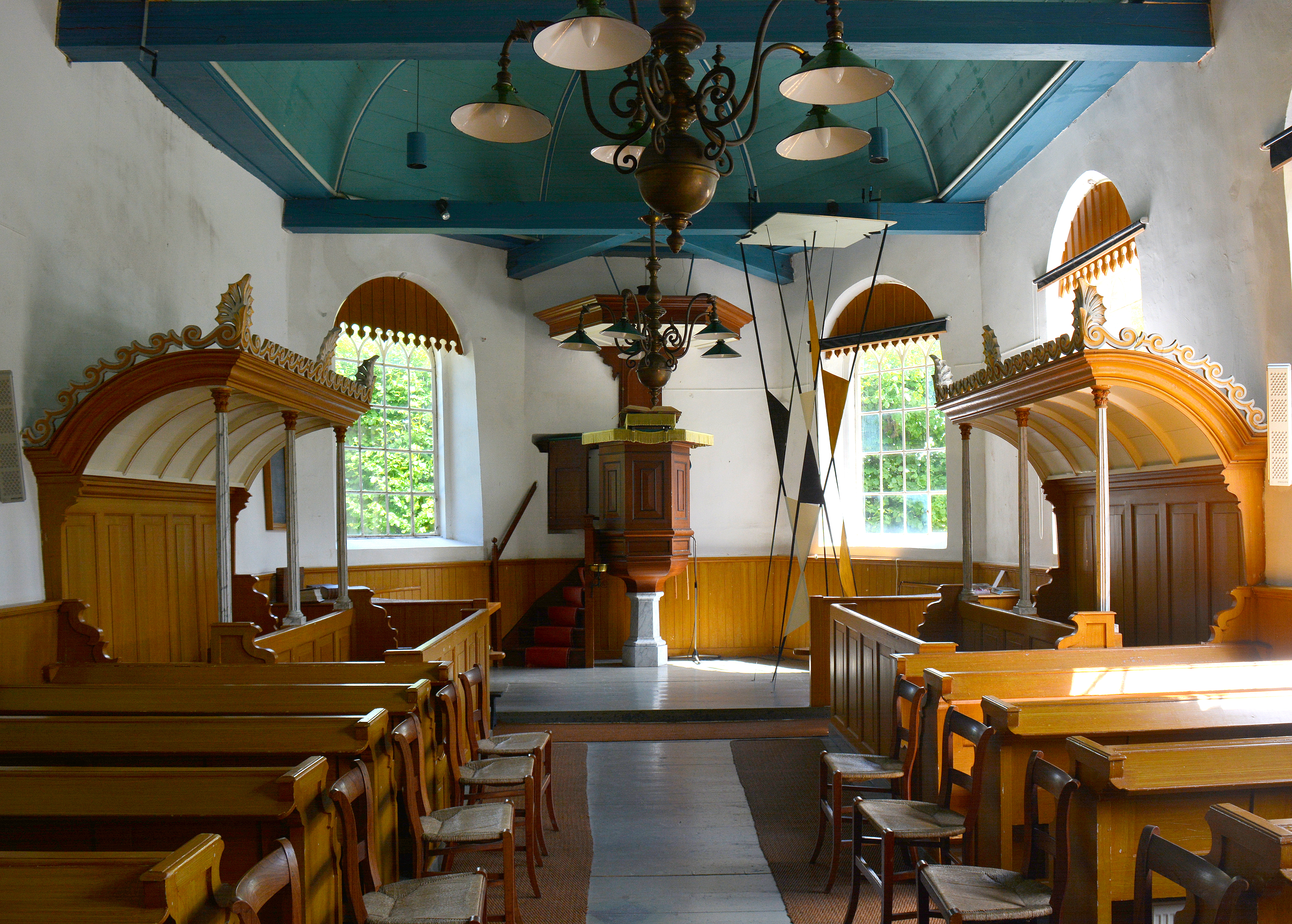
Interieur met preekstoel en herenbanken
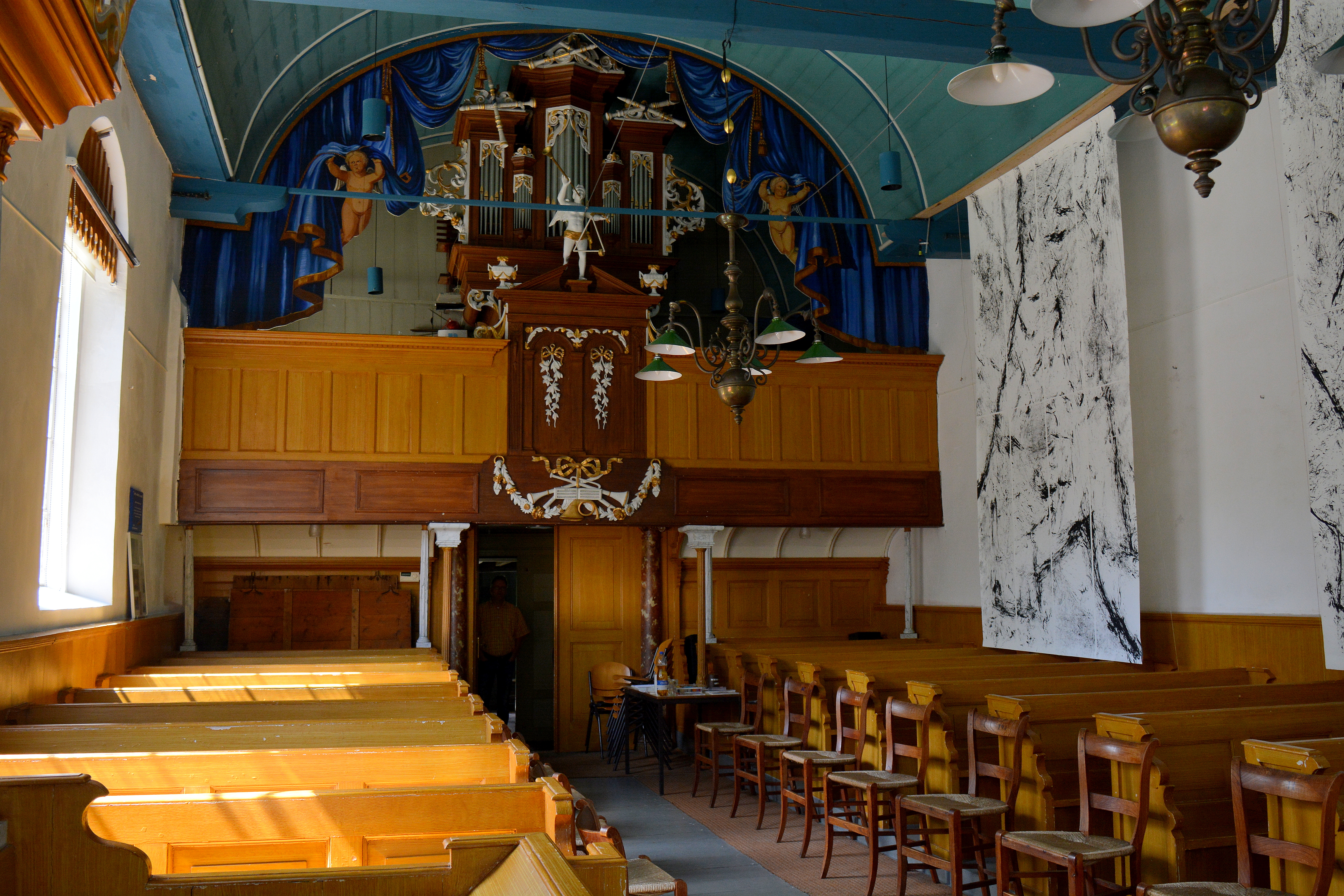
Interieur met orgel (2017)